# ماسایوکی یاناگیساوا
ماسایوکی یاناگیساوا (انگلیسی: Masayuki Yanagisawa؛ زادهٔ ۲۷ اوت ۱۹۷۹) بازیکن فوتبال اهل ژاپن است.
از باشگاه‌هایی که در آن بازی کرده‌است می‌توان به باشگاه فوتبال یوکوهاما، باشگاه فوتبال سرزو اوساکا، باشگاه فوتبال توکیو وردی، و باشگاه فوتبال ساگان توسو اشاره کرد.